# Arti coreutiche
Con arti coreutiche o coreutica ci si riferisce a tutto ciò che concerne la danza.

## Storia
L'associazione lessicale arte e coreutica (da chorèia) deriva dall'ambito semantico greco-ellenistico ed è stata ripresa in determinati ambiti accademici contemporanei. Chorèia era il termine con il quale nell'Antica Grecia veniva indicata la danza, mentre choròs indicava l'insieme di persone che nelle feste religiose andava in processione danzando, e specialmente un numero determinato di attori - chiamati coreuti - che erano parte integrante del dramma in quanto presenti all'azione, che essi rappresentavano col canto, con la poesia e con la danza, incarnando così alla perfezione l'ideale greco della mousikè. Il choròs si esibiva nello spazio antistante la scena (skenè), chiamato orchestra (da orchèsis: danza).
Colui che guidava il gruppo si chiamava corifeo; l'entrata dei coreuti nell'orchestra si chiamava parodo, le parti interpretate dai coreuti tra i vari episodi del dramma si chiamavano stasima.